# Телевидение Нижневартовска
На территории города Нижневартовска осуществляется цифровое и аналоговое телевизионное эфирное и кабельное вещание. В городе вещают 1-й и 2-й цифровые эфирные мультиплексы, параллельно работают аналоговые эфирные одиннадцать телеканалов, из которых пять — федеральные: «Первый канал», «Россия», «Культура», «Матч ТВ», «Звезда», один — окружной: («Югра») и две— городские: Телерадиокомпания "Самотлор" , «ТНР24 (Телевидение Нижневартовского Района)» , а также два круглосуточных телеканала — НВ-24, Самотлор-24 и Мегаполис, вещающие в кабельных сетях.
Услуги кабельного телевидения предоставляют несколько компаний: «Прайд», «Метросеть», «Данцер», «Ростелеком» (бренд Utel), МТС (ранее компания «Коминтел»).

## История
- 1967 год — Начало работы местной телестудии.
- 1990 год — Начало работы телекомпании Сфера.
- 1995 год — 7 мая начала работу телекомпания «ТНР 24 (Телевидение Нижневартовского Района)»
- 1995 год — 12 апреля начала работу телекомпания «Транзит» (ТВ-6 Москва — первый сетевой партнёр, затем были ТВС, ТНТ и СТС а сейчас 360°.RU)
- 1998 год — 13 января начала работу Телекомпания «Самотлор» (с момента запуска сетевым партнёром остаётся канал ТВЦ. Официально «Самотлор» считается «телерадиокомпанией», но он никогда не занимался радиовещанием и не планирует начинать вещание в Нижневартовске).
- 2011 год — 6 сентября начал работу городской телеканал N1. Первый городской телеканал собственного вещания и программирования 24\7.
- 2013 год — 28 февраля РТРС в рамках работы по переходу России на цифровое телерадиовещание на 47 ТВК запущен 1-й мультиплекс (РТРС-1).
- 2014 год — 8 мая РТРС в рамках работы по переходу России на цифровое телерадиовещание на 26 ТВК запущен 2-й мультиплекс (РТРС-2).
- 2015 год — 15 марта РТРС, по решению ВГТРК, в рамках работы по переходу на цифровое телевещание, прекращено аналоговое эфирное вещание канала Культура. Количество эфирных аналоговых каналов в городе сокращено с 11 до 10.
- 2015 год — 8 октября[1] в эфир ТНТ-Нижневартовск выходят «Сити_новости» — еженедельная информационная передача о жизни города. Над созданием выпусков в разное время трудились известные городские журналисты Джаван Керимов, Александра Терикова, Катерина Уланова, Артем Феоктистов, Константин Щербина, Регина Ариткулова и телеоператоры Петр Семков, Артем Луцкий, Павел Деревянченко и Дмитрий Жуков.
- 2016 год — 11 января начал вещание новый городской телеканал «Мегаполис», осуществляющий цифровое вещание в формате HD.
- 2019 год — 3 июня отключено аналоговое эфирное вещание каналов, входящих в первый и второй мультиплексы.
- 2020 год — 9 августа отключено аналоговое эфирное вещание канала «Югра».

## Городские телеканалы
- «Самотлор» (ТВС) — Городской канал, сетевой партнёр канала ТВ Центр.
- «Телевидение Нижневартовского района» (ТНР) — Муниципальный канал. Вещает на территории г. Нижневартовска и Нижневартовского района. Сетевой партнёр канала РЕН ТВ.
- «Сфера» — Городской канал, сетевой партнёр канала НТВ.
- «НВ-24» (Городское ТВ) — Городской канал собственного программирования. Вещание только в кабельных сетях.
- «Самотлор-24» — Городской телеканал собственного программирования. Вещание только в кабельных сетях.
- «ТНТ-Нижневартовск» (Телеинформ-НВ) — Городской телеканал, сетевой партнёр телеканала ТНТ
- «Мегаполис» — Городской канал собственного программирования, осуществляющий цифровое вещание в HD-формате.
- ПК «Югра Медиа Групп» (телеканалы «НТВ», «СТС») — производственная компания медиа-контента для дистрибьюции в прайм тайм на каналах СТС и НТВ. Является результатом слияния «Сферы» и «Транзита».

## Аналоговое кабельное и эфирное вещание
| № | Название канала             | Частота вещания     | Формат кадра | Планируемая дата отключения |
| - | --------------------------- | ------------------- | ------------ | --------------------------- |
| 1 | Телеинформ-НВ — ТНТ         | 5 Мв (93,25 МГц)    | 16:9         | 19.08.2020                  |
| 2 | ТВС — ТВ Центр              | 6 Мв (175,25 МГц)   | 16:9         | 19.08.2020                  |
| 3 | ПК «Югра Медиа Групп» — НТВ | 34 ДМв (575,25 МГц) | 16:9         | 19.08.2020                  |
| 4 | Матч ТВ                     | 36 ДМв (591,25 МГц) | 16:9         | 03.06.2019                  |
| 5 | ТВС — ТВ-3                  | 39 ДМв (615,25 МГц) | 16:9         | 19.08.2020                  |
| 6 | ПК «Югра Медиа Групп» — СТС | 21 ДМв (471,25 МГц) | 16:9         | 19.08.2020                  |
| 7 | ТНР — РЕН ТВ                | 51 ДМв (711,25 МГц) | 16:9         | 19.08.2020                  |

Стандарт вещания — SECAM.
Указанный стандарт поддерживает формат кадра исключительно 4:3, поэтому те каналы, которые в DVB-T2 параллельно вещаются в формате 16:9, в аналоге присутствуют в т. н. адаптированном варианте, вписанном в формат кадра 4:3. В таком случае картинка, как правило, выглядит в искажённом виде, растянутом по горизонтали, и с чёрными полосами сверху и снизу кадра.
3 июня 2019 года в Нижневартовске, как и во всём ХМАО, отключено аналоговое эфирное вещание каналов, входящих в состав первого и второго мультиплексов. Вопрос вещания местных каналов в цифровом эфирном телевидении до настоящего времени не решён, несмотря на то, что запуск третьего мультиплекса предусмотрен ФЦП по развитию телерадиовещания на 2009—2018 года. Так называемая «21 кнопка», на которой в регионах осуществляется местное вещание, относится исключительно к кабельному телевидению.
9 августа 2020 года в Нижневартовске, одновременно со всеми городами вещания ХМАО, в связи с истечением срока действия лицензии на эфирное вещание и его непродлении со стороны вещателя, прекращено аналоговое эфирное вещание канала «Югра».

## Цифровое эфирное вещание — 1-й мультиплекс (РТРС-1)
| №  | Название канала         | Частота вещания     | Формат кадра |
| -- | ----------------------- | ------------------- | ------------ |
| 1  | Первый Канал            | 47 ДМв (679,25 МГц) | 16:9         |
| 2  | Россия 1 / ГТРК Югория  | 47 ДМв (679,25 МГц) | 16:9         |
| 3  | Матч ТВ                 | 47 ДМв (679,25 МГц) | 16:9         |
| 4  | НТВ                     | 47 ДМв (679,25 МГц) | 16:9         |
| 5  | Пятый Канал             | 47 ДМв (679,25 МГц) | 16:9         |
| 6  | Россия К                | 47 ДМв (679,25 МГц) | 16:9         |
| 7  | Россия 24 / ГТРК Югория | 47 ДМв (679,25 МГц) | 16:9         |
| 8  | Карусель                | 47 ДМв (679,25 МГц) | 16:9         |
| 9  | ОТР / Югра              | 47 ДМв (679,25 МГц) | 16:9         |
| 10 | ТВ Центр                | 47 ДМв (679,25 МГц) | 16:9         |

Стандарт вещания — DVB-T2.

## Цифровое эфирное вещание — 2-й мультиплекс (РТРС-2)
| №  | Название канала | Частота вещания     | Формат кадра |
| -- | --------------- | ------------------- | ------------ |
| 11 | РЕН ТВ          | 26 ДМв (511,25 МГц) | 16:9         |
| 12 | СПАС            | 26 ДМв (511,25 МГц) | 16:9         |
| 13 | СТС             | 26 ДМв (511,25 МГц) | 16:9         |
| 14 | Домашний        | 26 ДМв (511,25 МГц) | 16:9         |
| 15 | ТВ-3            | 26 ДМв (511,25 МГц) | 16:9         |
| 16 | Пятница!        | 26 ДМв (511,25 МГц) | 16:9         |
| 17 | Звезда          | 26 ДМв (511,25 МГц) | 16:9         |
| 18 | МИР             | 26 ДМв (511,25 МГц) | 16:9         |
| 19 | ТНТ             | 26 ДМв (511,25 МГц) | 16:9         |
| 20 | МУЗ-ТВ          | 26 ДМв (511,25 МГц) | 16:9         |

Стандарт вещания — DVB-T2.

## Цифровое эфирное вещание — 3-й мультиплекс (РТРС-3) — План
В соответствии с Концепцией развития телерадиовещания в России, в г. Нижневартовске, как и в любом другом городе России, к 2018 году планировался запуск третьего цифрового эфирного мультиплекса. В настоящее время известно, что в него должен войти региональный телеканал, созданный ВГТРК. По остальному составу вопрос до настоящего времени не решён.
| №  | Название канала     | Частота вещания | Формат кадра |
| -- | ------------------- | --------------- | ------------ |
| 21 | ЮГРА                | Н/Д             | 16:9         |
| 22 | Муниципальный канал | Н/Д             | 16:9         |
| 23 | Федеральный канал   | Н/Д             | 16:9         |
| 24 | Федеральный канал   | Н/Д             | 16:9         |
| 25 | Федеральный канал   | Н/Д             | 16:9         |

Стандарт вещания — DVB-T2.
Возможные каналы-претенденты на вещание в составе третьего мультиплекса: ТНТ4, Суббота!, Че!, CTC Love.

## Особенности вещания
В первом и втором мультиплексах каналы транслируются в стандарте DVB-T2 в формате стандартной чёткости (SD). Вещание в формате высокой чёткости (HD) в настоящее время не планируется. Вещание в указанных мультиплексах не предполагает наличие региональных врезок, за исключением каналов «Россия-1» и «Россия-24». На период тестового вещания региональные врезки отсутствуют. Каналы мультиплексов, которые продублированы в аналоге в г. Нижневартовске (ТВЦ, РЕН-ТВ, ТНТ, НТВ), вещаются в цифре в оригинальном варианте без местных передач, причём последние в РТРС-1 и РТРС-2 не появятся в принципе. Вещание федеральных каналов в аналоге продолжится до момента отказа вещателей от сотрудничества с местными телестанциями, самостоятельного отказа от аналогового вещания либо полного прекращения аналогового эфирного вещания в России по решению компетентных органов государственной власти РФ.